# یواس‌اس تونیکا (ای‌تی‌ای-۱۷۸)
یواس‌اس تونیکا (ای‌تی‌ای-۱۷۸) (به انگلیسی: USS Tunica (ATA-178))، یک کشتی بود که طول آن ۱۴۳ فوت (۴۴ متر) بود. این کشتی در سال ۱۹۴۴ ساخته شد.